# Трофим (апостол від сімдесяти)
Трофімос (Трохим, Трофим)  /ˈtrɒfɪməs, ˈtroʊ-/  (грец. Τρόφιμος, Трофімос) або Трофим Ефеський (грец. Τρόφιμος ὁ Ἐφέσιος, Tróphimos ho Ephésios) - християнин, який супроводжував Павла під час його третьої місіонерської подорожі. Коли Трофим був з Павлом в Єрусалимі, і євреї, припускаючи, що апостол привів його до храму, підняли галас, що призвело до ув’язнення Павла. У Посланнях до Тимофія апостол зазначає, що залишив Трофима в Мілеті через хворобу.  Це напевне стосується події, що не згадана у Діяннях.

## Походження
Трофима та його товариша Тихика називають «асійцями», тобто вихідцями з римської провінції Азія (Діян. 20:4). Трофим також згадується, як «ефесянин» і «язичник-еллін» у Діяннях 21:28-29. 

## Відносини з апостолом Павлом
Трофим був одним із восьми друзів (Діян. 20:4), які супроводжували Павла наприкінці його третьої місіонерської подорожі й мандрували з ним із Греції, через Македонію, в Азію й далі морем аж до Єрусалиму. Трофим завершив подорож разом із Павлом, бо в уривках Діянь 21:29 згадується, що він був із Павлом у Єрусалимі одразу наприкінці цієї подорожі.

### Причина арешту Павла
Трофим став невинною причиною нападу на Павла у дворі храму, з боку юдейського натовпу, а потім арешту та ув’язнення римлянами. Приводом для обурення було припущення, що Павло «еллінів увів у храм і осквернив це святе місце» (Діян. 21:28). Звинувачення спиралось на те, що вони бачили Павла і Трофима в компанії один одного в місті. На цій тонкій основі «вони припускали», що Павло перевів Трофима через бар’єр або середню стіну перегородки (Еф. 2:14), за яку жодному язичнику  було заборонено заходити під страхом смерті.

### Перебування у Мілеті
Трофим також згадується у 2-му Посланні до Тимофія 4:20 : «Трофима я залишив у Мілеті хворим». Це показує, що він знову — через кілька років після подій, що описані у попередніх уривках — подорожував разом із Павлом в місіонерській подорожі, яку апостол здійснив після звільнення зі свого першого ув’язнення у Римі.

### Безіменний брат
Припускають, що Трофима слід ототожнювати з особою, згаданою у 2-му Посланні Коринфянам 8:16-24. Там Павло найкращими словами характеризує одного зі своїх супутників, якого він послав разом із Титом, але не називає його імені. Тит і цей учень, очевидно, були тими, кому Павло довірив перенесення Другого послання до Коринфян. Апостол говорить про цього неназваного брата не тільки те, що його хвалять за благовістя в усіх церквах, але й що він був обраний церквами, щоб подорожувати з ним. 

## Згадки у Новому Завіті
Його супроводили до Асії Сосипатр Піррів з Верії, та з солунян — Аристарх i Секунд, i Гай дерв’янин, i Тимофій та асійці Тихик i Трофим.— Діян. 20:4
Бо перед цим вони бачили з ним у місті Трофима ефесянина i думали, що Павло увів його до храму.— Діян. 21:29
Ераст зостався в Коринфі; Трофима ж я залишив хворого в Мілеті.— 2 Тим. 4:20

## Вшанування
Вшановується 19 вересня. 